# Bebelis coenosa
Bebelis coenosa är en skalbaggsart som först beskrevs av Bates 1866.  Bebelis coenosa ingår i släktet Bebelis och familjen långhorningar. Inga underarter finns listade.